# Ганс Реттігер
Ганс Реттігер (нім. Hans Röttiger; 16 квітня 1896, Гамбург — 15 квітня 1960, Бонн) — німецький військовий діяч, генерал танкових військ вермахту (30 січня 1945), генерал-лейтенант бундесверу (1956). Кавалер Німецького хреста в золоті.

## Біографія
У 1914 році почав службу в артилерії Прусської армії і з 1915 року служив в 20-му Лауенбургському артилерійському полку.
Після закінчення Першої світової війни він був прийнятий на службу в рейхсвер і з 1925 року служив на різних посадах, в тому числі в якості офіцера батареї, ад'ютанта батальйону і командира батареї.
Після отримання освіти при генштабі, замаскованого через обмеження, накладені Версальським договором, під «вищу командну допоміжну освіту», Реттігер був в 1931 році призначений командиром мобільної десантної роти. Після цього він був призначений в генштаб армії.
На початку Другої світової війни Реттігер служив начальником генштабу 6-го армійського корпусу.
В ході Французької кампанії він був переведений в створений в 1940 році 41-й армійський корпус, де служив начальником штабу.
Під час німецько-радянської війни Реттігер був в січні 1942 року призначений начальником генерального штабу 4-ї танкової армії. Станом на квітень 1942 він здійснював ті ж функції в 4-й армії. Згодом з липня 1943 року служив начальником генерального штабу групи армій «A» на окупованих територіях СРСР під командуванням генерал-фельдмаршала Евальда фон Кляйста і станом на червень 1944 року — на тій же посаді в групі армій «C» в Італії під командуванням генерал-фельдмаршала Альберта Кессельрінга. В кінці війни потрапив в полон до союзників і був звільнений в 1948 році.
У 1950 році він був учасником на конференції з переозброєння армії ФРН, що проходила в Гіммеродському монастирі, де приєднався до Гіммеродського меморандуму. Через рік після заснування бундесверу, в 1956 році, Реттігер отримав посаду члена військової ради керівництва. 21 вересня 1957 року він став першим інспектором армії і зіграв важливу роль в створенні нової німецької армії. 15 квітня 1960 року Реттігер помер в своєму кабінеті. Він був похований на кладовищі Ольсдорф в Гамбурзі.

## Нагороди
- Залізний хрест 2-го і 1-го класу
- Ганзейський Хрест (Гамбург)
- Почесний хрест ветерана війни з мечами
- Медаль «За вислугу років у Вермахті» 4-го, 3-го і 2-го класу (18 років)
- Застібка до Залізного хреста 2-го і 1-го класу
- Німецький хрест в золоті (26 січня 1942)

## Вшанування пам'яті
На честь Реттінгера названа одна з казарм Гамбурга.